# Уда (приток Сороки)
У́да — река в России, протекает по Беломорскому району Карелии. Левый приток нижнего течения Выга.
Длина реки составляет 49 км, площадь водосборного бассейна — 320 км². Берёт начала из болота выше озера Кедриламби, течёт по незаселённой болотистой местности. Общее направление течения — юго-восточное. Впадает в Золотецкое водохранилище на Сороке (левый рукав Нижнего Выга) в 5 км юго-западнее Беломорска. Имеет два безымянных притока.
В верхнем течении (Верхняя Уда) реку пересекает автомобильный мост трассы «Кола». В среднем течении протекает через озёра Удозеро и Мелкое. В нижнем — железнодорожный мост линии Санкт-Петербург — Мурманск, а также автомобильные мосты с дорогой 86К-23 «Золотец — Беломорская ГЭС» и с безымянной грунтовой дорогой, идущей к станции Уда.
Имеет правый приток — Рамручей.

## Данные водного реестра
По данным государственного водного реестра России относится к Баренцево-Беломорскому бассейновому округу, водохозяйственный участок реки — реки бассейна Нижний Выг от Выгозерского гидроузла до устья. Речной бассейн реки — бассейны рек Кольского полуострова и Карелии, впадающих в Белое море.
Код водного объекта в государственном водном реестре — 02020001312102000004990.

## Фотографии
|  |  |